# 鄭猗菉
鄭猗菉（？—？），山東日照縣後村鄉山字河（今日照市岚山区后村镇山字河村）人，清朝政治人物。同進士出身。

## 生平
咸豐六年（1856年）丙辰科三甲進士。同治三年十二月（1865年）任江蘇宜興縣知縣。同治五年（1866年）卸任。